# Leer (condado)
O Condado de Leer é uma área administrativa do estado de Unidade, Sudão do Sul. Sua sede é na cidade de Leer. É o condado natal do primeiro vice-presidente do Sudão do Sul, Riek Machar.